# اتحاد إسرائيل لكرة القدم
تأسس اتحاد إسرائيل لكرة القدم (بالعبرية: ההתאחדות לכדורגל בישראל) في عام 1928م في فلسطين الانتدابية، وانضم إلى الإتحاد الدولي لكرة القدم في 1929م، وانضم إلى الاتحاد الأوروبي لكرة القدم في 1994م.
تأسس أولًا كجمعية فلسطين لكرة القدم (PFA) أو جمعية كرة القدم في أرض إسرائيل في اجتماع عُقد في 14 أغسطس 1928.
غيرت الجمعية اسمها إلى جمعية إسرائيل لكرة القدم (IFA) بعد تأسيس دولة إسرائيل في عام 1948.
تأهل منتخب إسرائيل للرجال إلى كأس العالم في المكسيك مرة واحدة سنة 1970 لكنهم خرجوا من دور المجموعات.